# Eunica viola
Eunica viola är en fjärilsart som beskrevs av Bates 1864. Eunica viola ingår i släktet Eunica och familjen praktfjärilar. Inga underarter finns listade i Catalogue of Life.